# Tom Corbett
Tom Corbett, właśc. Thomas W. Corbett (ur. 17 czerwca 1949 w Filadelfii) – amerykański polityk, członek Partii Republikańskiej. Od 18 stycznia 2011 sprawuje urząd gubernatora stanu Pensylwania. Służył w 28 Infantry Division Gwardii Narodowej, gdzie dosłużył się stopnia kapitana.

## Życiorys
Urodził się w Filadelfii. Tytuł licencjata zdobył w Lebanon Valley College. Tytuł doktora prawa zdobył w  St. Mary’s University Law School. w 2011 roku został gubernatorem.
Żonaty, ma dwójkę dzieci.